# Bahnhof Berlin-Lichtenberg
Der Bahnhof Berlin-Lichtenberg ist ein Bahnhof im gleichnamigen Bezirk an der Grenze der Berliner Ortsteile Rummelsburg und Lichtenberg. Er war ab den 1980er Jahren der wichtigste Fernbahnhof Ost-Berlins. Hier verkehrten die meisten Fernzüge, die Berlin im DDR-Binnenverkehr passierten. Seine frühere Bedeutung ist an den umfangreichen Gleisanlagen erkennbar.
Seit den 2000er Jahren dient der Bahnhof Lichtenberg mit täglich rund 85.000 Fahrgästen fast ausschließlich dem Regionalverkehr für die Verbindungen in das östliche und nördliche Umland von Berlin.
Der Bahnhof Berlin-Lichtenberg war Azubi-Bahnhof der DB Station&Service AG, wo Auszubildende entscheidende Funktionen für den Betrieb am Bahnhof, wie die der Zugansage oder den Verkauf von Fahrkarten im Reisezentrum (in einer „Juniorenfirma“) übernehmen.
Im Betriebsstellenverzeichnis wird der Bahnhof Berlin-Lichtenberg als BLO (mit der Einsatzstelle BLO 1 und den Bahnhofsteilen BLO C und BLO G), der S-Bahn-Teil als BLI geführt.

## Bahnhofsgebäude
Als in den Jahren 1910–1912 eine Fahrbahnverbreiterung der Lichtenberger Brücke erforderlich wurde, schrieb die damals selbstständige Stadt Lichtenberg einen Architektenwettbewerb aus, um für den Bahnhof ein repräsentatives Eingangsgebäude errichten zu können. Unter anderem beteiligte sich der Architekt Gustav Lüdecke daran. Schließlich entstand ein kleines mehreckiges Backsteinhäuschen mit Treppenabgängen auf das Bahnhofsniveau. Als Anfang der 1970er Jahre wegen des stark zugenommenen Individualverkehrs eine nochmalige Erweiterung der Brücke über die Bahnanlagen notwendig und dazu eine Begradigung der Fernverkehrsstraße vorgenommen wurde, musste ein neues Bahnhofsgebäude gebaut werden. Dieses entstand am südwestlichen Zugangsbereich der Fernbahn und der S-Bahn direkt an der Weitlingstraße. Die Straße erhielt dabei eine direkte Anbindung unter der Brücke hindurch mit der Skandinavischen Straße. Das großzügige zweigeschossige Eingangsgebäude in Betonbauweise ging im Februar 1982 in Betrieb.
In den 1990er Jahren ließ die Deutsche Bahn den Bahnhof umfangreich sanieren. Dabei wurde ein modernes Reisezentrum in der Empfangshalle eingerichtet, das 2009 in das Untergeschoss des Gebäudes verlegt und Ende 2016 komplett geschlossen wurde.
Auf der Suche des S-Bahn-Museums nach einem dauerhaften Standort wurde zwischen dem Betreiberverein und der Deutschen Bahn vereinbart, anstelle des ehemaligen Schnellrestaurants eine öffentlich zugängige Ausstellung einzurichten. Als Übergangslösung konnte eine Miniausstellung (ein Projektraum) im Ostbahnhof eröffnet werden, während hier die Umbauarbeiten geplant und begonnen wurden. Im August 2024 teilte die Bahn jedoch mit, dass wegen eigener Pläne und Sanierungsarbeiten eine Neueröffnung im Bahnhof Lichtenberg nicht stattfinden könne. Der Senat und das Lichtenberger Bezirksamt haben sich bereits mit finanziellen Zuschüssen an der Planung beteiligt und wollen sich dafür einsetzen, dass im Jahr 2025 doch eine erste Etappe abgeschlossen werden kann.

## Geschichte

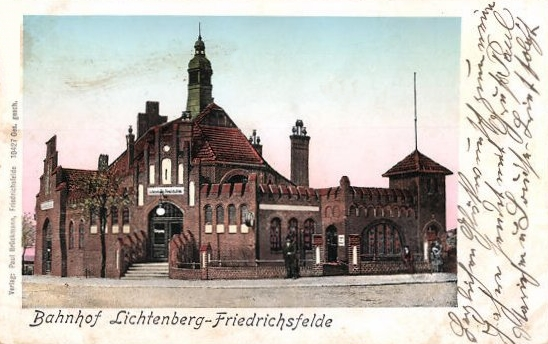
Oberes Zugangsgebäude zum Bahnhof anno 1903 von der Lichtenberger Brücke

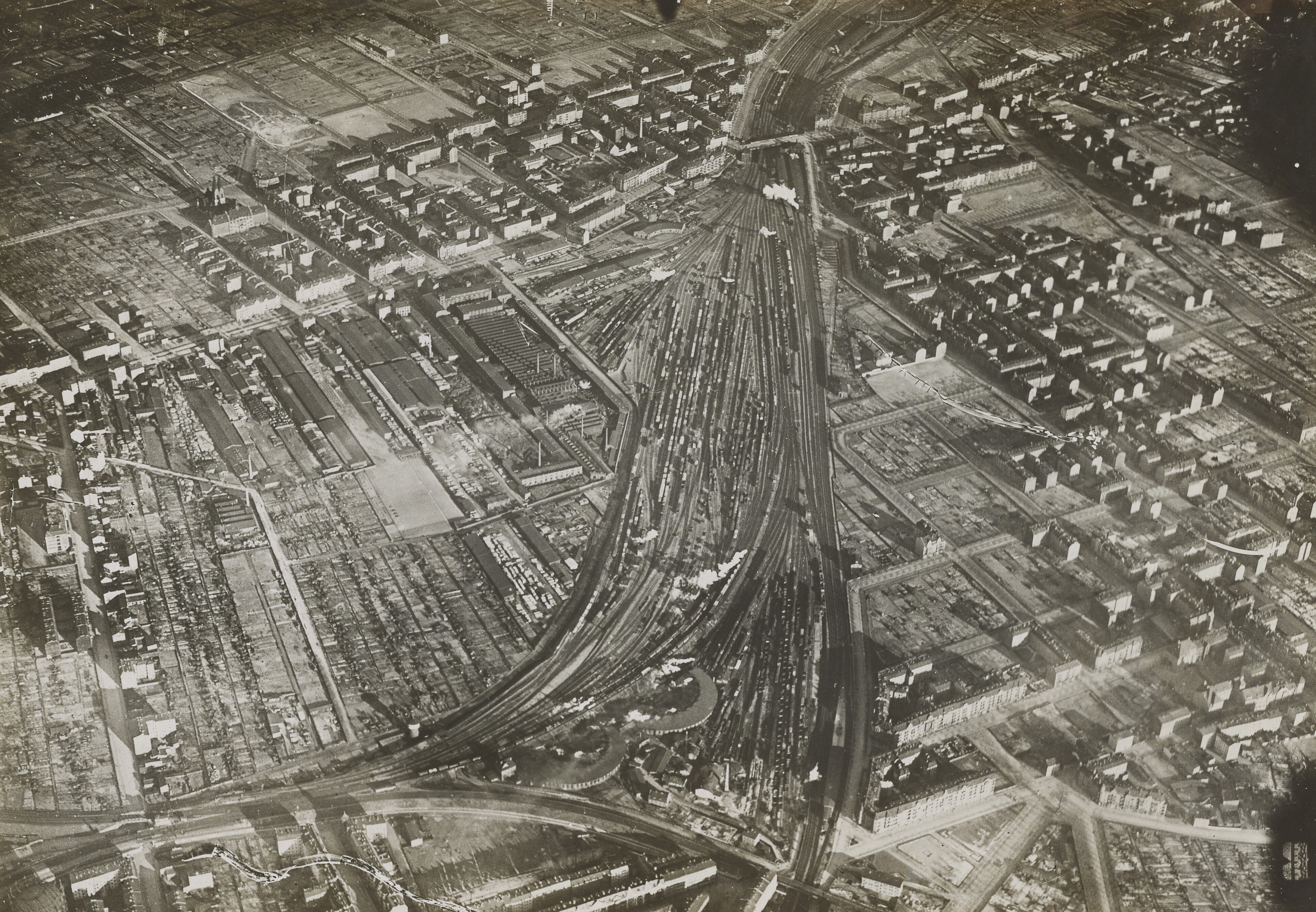
Luftbild des Güterbahnhofs, 1920er Jahre

### Von den Anfängen bis 1945
Im Jahr 1867 eröffnete die Preußische Ostbahn ihre Strecke von Berlin über Strausberg nach Küstrin, wo Anschluss weiter nach Königsberg bestand. Auf dem Gelände des späteren Bahnhofs Lichtenberg entstand Ende der 1870er Jahre nach dem Bau der Berliner Ringbahn ein Rangierbahnhof. Seit 1881 diente er auch dem Personenverkehr, zunächst unter dem Namen Lichtenberg. Der Bahnhof wurde ein Jahr später in Lichtenberg-Friedrichsfelde umbenannt, da er näher an Friedrichsfelde lag, sich aber noch auf Lichtenberger Gebiet befand.
Endpunkt der Strecke in Berlin war zunächst der Alte Ostbahnhof, mit Inbetriebnahme der Stadtbahn am 7. Februar 1882 leitete die Bahnverwaltung die Züge in den Schlesischen Bahnhof um. Nach der Trennung der Vorort- und Ferngleise im Jahr 1901 fuhr der Fernverkehr von der Stadtbahn über die neu errichtete VnK-Strecke. Der Bahnhof Lichtenberg-Friedrichsfelde diente seitdem im Personenverkehr nur noch dem Vorortverkehr zur Stadtbahn sowie als Güter- und Rangierbahnhof.
Die Wriezener Bahn wurde 1898 nach Lichtenberg-Friedrichsfelde eröffnet, für die 1903 eine Verlängerung nach Berlin zum Wriezener Bahnhof nördlich des Schlesischen Bahnhofs in Betrieb ging. Die Züge der Wriezener Bahn erhielten zu diesem Zeitpunkt im Bahnhof Lichtenberg-Friedrichsfelde einen zweiten Bahnsteig.
Die Eingemeindung Lichtenbergs nach Berlin folgte am 1. Oktober 1920.
Die ersten elektrischen S-Bahn-Züge hielten in Berlin-Lichtenberg am 6. November 1928, die letzten dampfbetriebenen im Januar des Folgejahrs. Im Jahr 1938 erhielt der Bahnhof seinen heutigen Namen.

### 1945 bis 1990

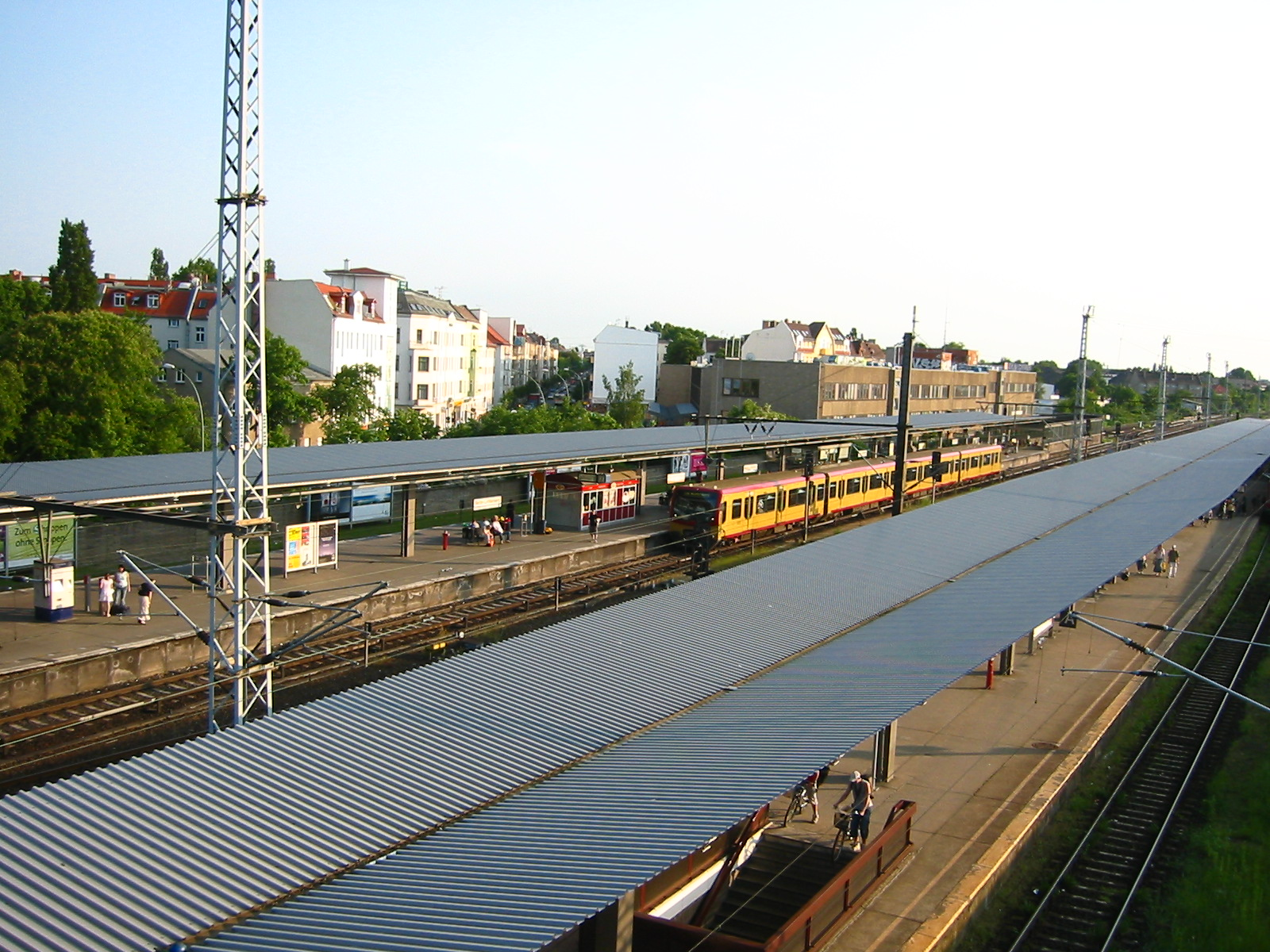
Fernbahnsteig (vorn),
S-Bahnsteig (hinten)

Die deutsche und Berliner Teilung führten nach dem Zweiten Weltkrieg zum weitestgehenden Wegbrechen der Bahn-Infrastruktur. Deshalb ließ die DDR-Reichsbahnverwaltung den Bahnhof Berlin-Lichtenberg zum Fernbahnhof für Ost-Berlin ausbauen. Bereits in den 1950er Jahren hielten einige Schnellzüge im Bahnhof. In den 1960er und 1970er Jahren entwickelte sich Lichtenberg schrittweise zum wichtigsten Fernbahnhof der DDR-Hauptstadt wegen seiner Leistungsfähigkeit sowie der Lage zwischen dem Außenring mit dem Biesdorfer Kreuz und der Ringbahn, was kaum Fahrtrichtungswechsel erforderte. Dies galt insbesondere für den 1976 eingeführten Städteexpress für den Dienstreiseverkehr aus den meisten Bezirksstädten.
Entsprechend wurden die Bahnanlagen erweitert. 1952 entstand neben dem vorhandenen Vorortbahnsteig ein neuer Bahnsteig, der nur über einen Zugangstunnel der dort verkehrenden U-Bahn-Linie E zu erreichen war. Zwischen 1976 und 1980, während des Neubaus der Lichtenberger Brücke, wurde der Bahnhof grundlegend erneuert und wurde mit einem dritten Fernbahnsteig ausgestattet. Die S-Bahn hielt während der Arbeiten an einem Behelfsbahnsteig und nach Bauabschluss an einem neuen, nach Westen verschobenen Bahnsteig. Das alte Empfangsgebäude wurde 1973/1974 abgerissen. Baubeginn für das neue Bahnhofsgebäude war im Jahr 1978, am 15. Dezember 1982 wurde es eröffnet.
Den Rangierbahnhof ließ die Deutsche Reichsbahn stilllegen und in einen Abstellbahnhof für Reisezüge umbauen.
Am 12. Dezember 1977 fuhr gegen 6:20 Uhr ein rangierender leerer Personenzug auf den zur Abfahrt bereitgestellten Schnellzug D 1051 Berlin – Erfurt auf. Zwei Wagen des leeren Zuges entgleisten mit je einem Drehgestell. Sieben Personen erlitten mittlere und schwere Verletzungen und 33 Personen leichte Verletzungen. Ursache war eine falsche Weichenstellung.
Am 30. September 1984 wurde in Lichtenberg der elektrische Zugbetrieb aufgenommen.

### Nach 1990

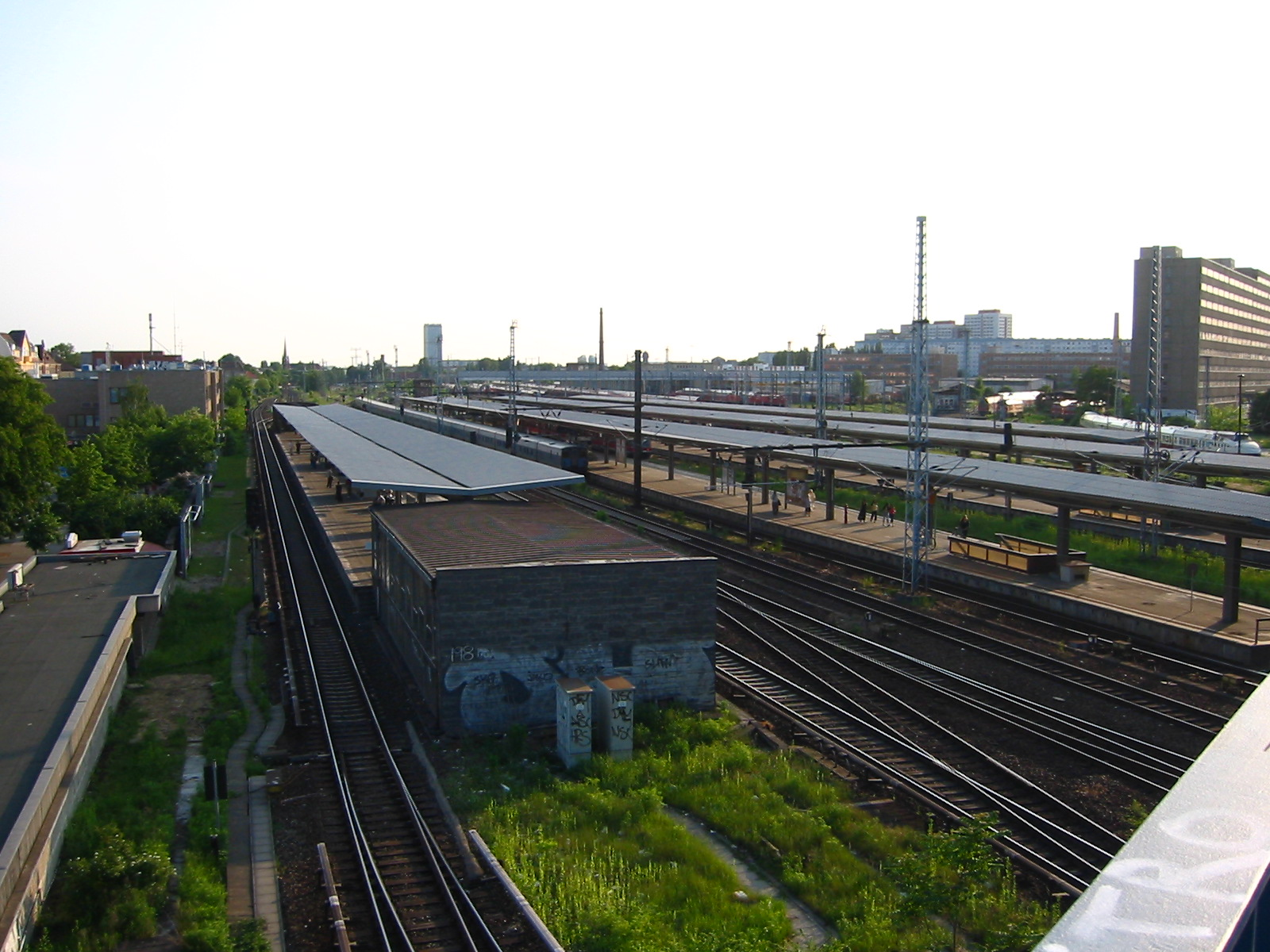
Blick auf die Gleisanlagen des Bahnhofs

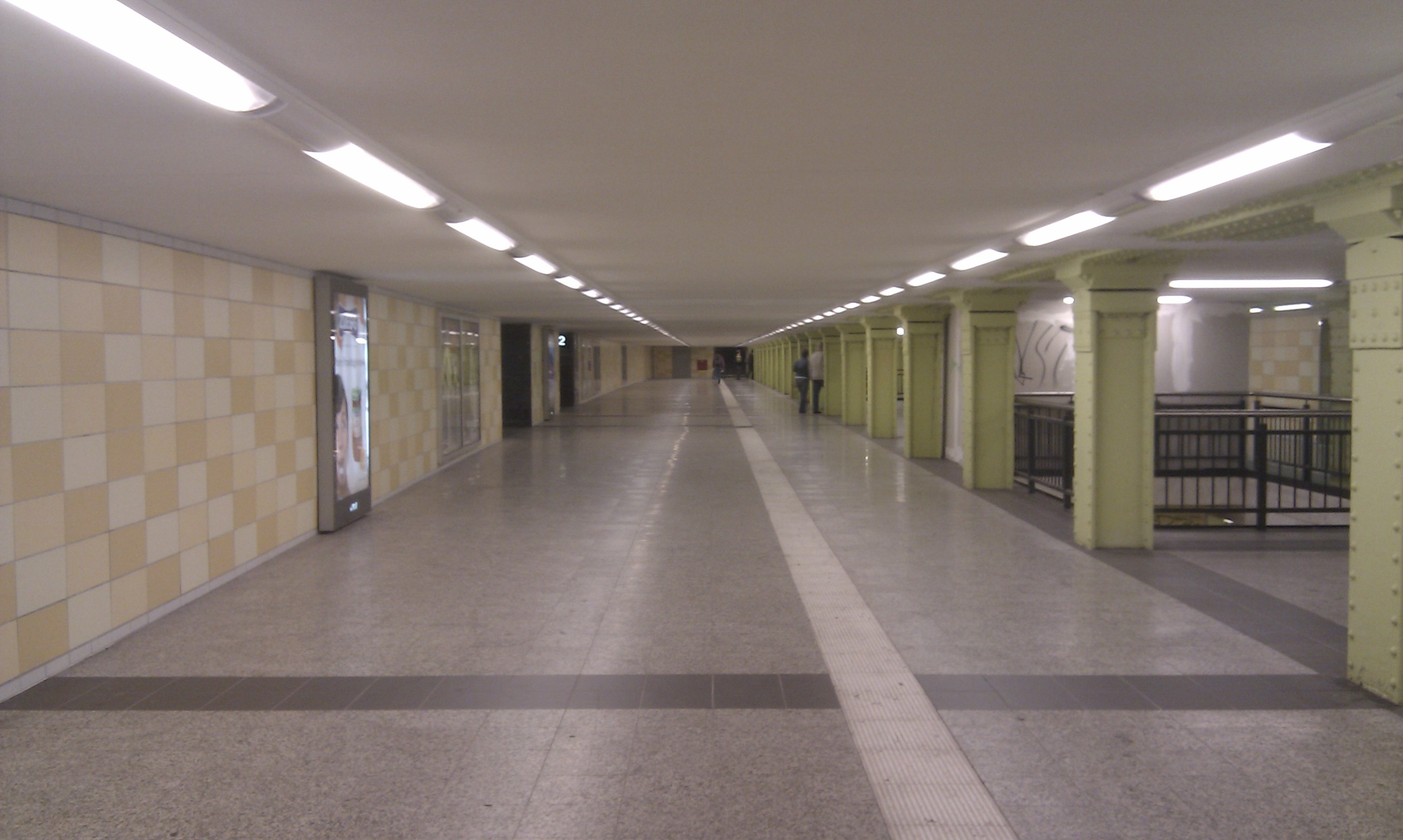
Zugangsbauwerk zur U-Bahn, 2010

Um das nordöstlich des Bahnhofs befindliche S-Bahn-Betriebswerk Friedrichsfelde besser anschließen zu können, entstanden nach 1990 Pläne zur Errichtung eines zweiten S-Bahnsteigs, sodass der Bahnhof insgesamt drei Gleise an vier Bahnsteigkanten hätte. Da das Bw Friedrichsfelde jedoch zum 28. April 2006 geschlossen wurde (die Wiedereröffnung erfolgte 2010), sind die Planungen verworfen worden.
Nach der Wiedervereinigung Deutschlands und Berlins zeichnete sich ab, dass der Bahnhof Lichtenberg seine Bedeutung im Fernverkehr verlieren würde. Für den seitdem vor allem in Richtung Westen orientierten Fernverkehr lag der Bahnhof ungünstig. Dennoch blieb er während des Wieder- und Neuaufbaus der Berliner Bahnanlagen noch längere Zeit von Bedeutung.
Ab dem Fahrplanwechsel am 23. Mai 1993 nutzten ICE-Züge der Linie 6 aus München, Stuttgart und Frankfurt am Main den Bahnhof Lichtenberg zeitweilig. Vor den Toren Berlins wurde zusätzlich der Bahnhof Michendorf angefahren, von wo ein Pendelverkehr zum Bahnhof Zoo bestand. Nach Abschluss der Elektrifizierungsarbeiten fuhren ab 4. Juli 1993 die ICE direkt zum Bahnhof Zoo.
Einen klaren Bedeutungsverlust erfuhr der Bahnhof mit der Wiedereröffnung der Ferngleise auf der Berliner Stadtbahn im Mai 1998. Dennoch wurde er von einigen Fernzügen angefahren, so verkehrte noch bis Mai 2006 ein Intercity-Express nach Frankfurt am Main. Seit der Inbetriebnahme des Nord-Süd-Fernbahntunnels in der Innenstadt wird der Bahnhof im Fernverkehr nur noch von einzelnen Nachtzügen genutzt, auch die wichtigsten Regional-Express-Linien laufen den Bahnhof nicht mehr an.
Im Januar und Februar 2007 entstanden auf Teilen des Bahnhofs und der Lichtenberger Brücke der Anfang und Zwischensequenzen des Kinofilms Das Bourne Ultimatum.
Das Konjunkturpaket der Bundesregierung ermöglichte im Jahr 2010 die Installation eines neuen Personenaufzugs. Dieser verbindet den S-Bahnsteig mit der U-Bahn-Verteilerebene. Der Bau eines Aufzugs zum Fernbahnsteig 15/16 war 2010 geplant.
Die Station ist als einer von 20 Stammbahnhöfen der Berliner S-Bahn mit einer örtlichen Aufsicht besetzt.
Im November 2019 wurde im Bereich der S-Bahn ein neues elektronisches Stellwerk in Betrieb genommen. Der bisherige Haltepunkt Friedrichsfelde Ost ist seitdem Bahnhofsteil.
Im April 2023 beschloss das Bezirksamt Berlin-Lichtenberg, dem bis dahin namenlosen Bahnhofsvorplatz den Namen Eugeniu-Botnari-Platz zu geben.

## U-Bahnhof Lichtenberg

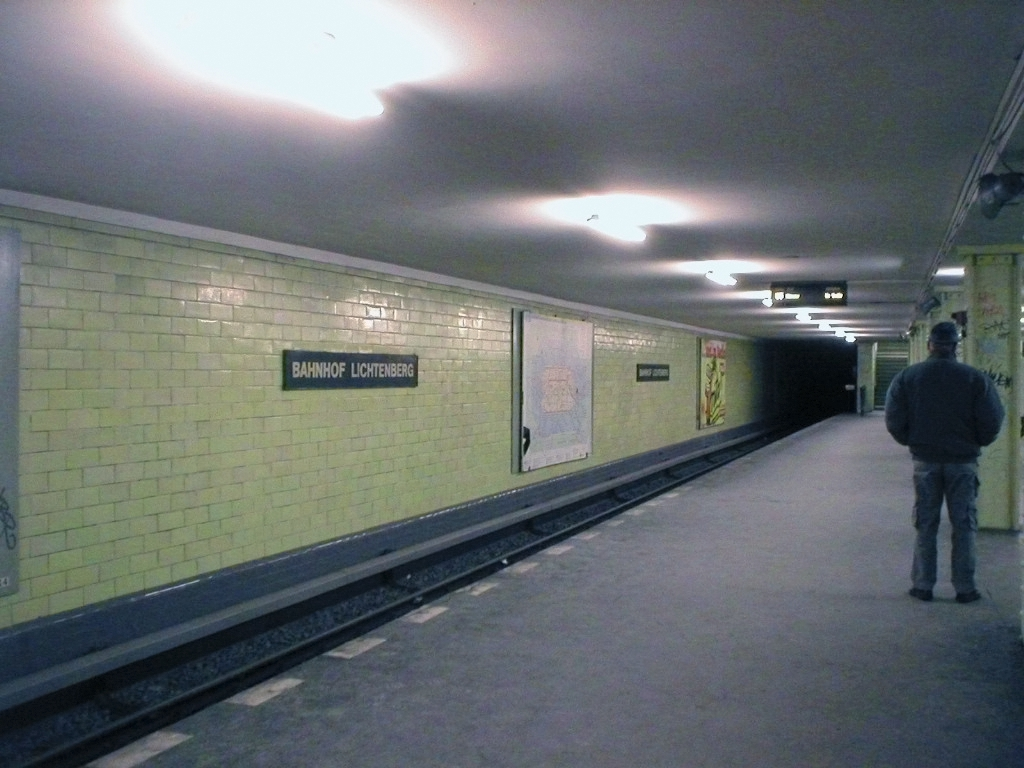
U-Bahnhof vor der Sanierung – nahezu im Originalzustand, 2004

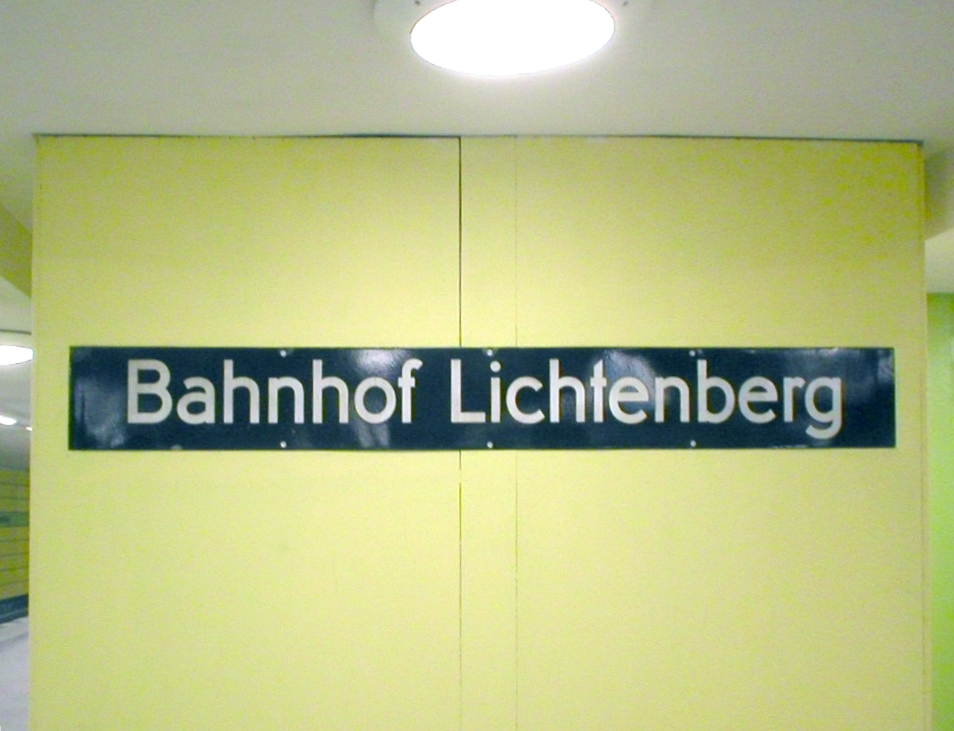
Wiedergefundenes Schild des Bahnhofs Lichtenberg

### Unterirdische Verkehrswege entstehen in Berlin
Der erste U-Bahn-Zug erreichte den Bahnhof am 21. Dezember 1930 mit der Eröffnung der U-Bahn-Linie E von Alexanderplatz bis Friedrichsfelde. Damals hieß die Station Lichtenberg mit dem Namenszusatz Zentralfriedhof. Alfred Grenander entwarf einen U-Bahnhof im Stil der Neuen Sachlichkeit. Charakteristisches Merkmal waren große gelbe Wandfliesen. Wie auch der spätere Bahnhof Magdalenenstraße wurde der Bahnhof als hohe Halle mit zwei Reihen Stützpfeilern gebaut. Aufgrund des Einbaus einer Zwischendecke in den 1950er Jahren ist die Station jedoch gerade einmal 2,8 m hoch; zu erkennen ist diese Veränderung an den Stützpfeilern, die auch in den über dem U-Bahnhof liegenden Fußgängertunnel hineinragen. Von dieser zweiten Ebene sind die nordöstlichen Zugänge der Fernbahnsteige zu erreichen.
Im Jahr 1935 erhielt der Umsteigepunkt den Namen Bahnhof Lichtenberg. Nach Beginn des Zweiten Weltkriegs wurden Bunker in ausgewählten U-Bahn-Stationen eingebaut, darunter auch 1940 im Bahnhof Lichtenberg.
Bei den Luftangriffen der Alliierten blieb Lichtenberg, anders als z. B. der damalige Bahnhof Memeler Straße (seit 1992: Weberwiese) an der Linie E, von Bombentreffern verschont. Auch die Überflutung weiter Strecken des Berliner U-Bahn-Netzes nach der Sprengung der Tunneldecke der Nord-Süd-Bahn (siehe: Berliner U-Bahn/Geschichte: Die U-Bahn unter Wasser) am 2. Mai 1945 betraf nicht die Station.

### Zwischen 1945 und 1990
Während der Schlacht um Berlin stellte die BVG den Verkehr auf der Linie E spätestens – die Angaben variieren – am 23. April 1945 ein. Nach der bedingungslosen Kapitulation der Wehrmacht am 8. Mai 1945 begannen die Aufräum- und Wiederaufbauarbeiten. Bereits am 24. Mai konnte ein Pendelverkehr zwischen Frankfurter Allee über Lichtenberg bis nach Friedrichsfelde eingerichtet werden. Dieser Abschnitt der Linie war fast unbeschädigt geblieben. Ab Juni 1945 war die komplette Strecke wieder in Betrieb.
Zu DDR-Zeiten wuchs die Bedeutung des U-Bahnhofs wie auch die des Fernbahnhofs. Dennoch blieb die U-Bahn-Station baulich nahezu unverändert.
Am 20. März 1972 fuhr eine U-Bahn auf einen vor dem Bahnhof haltenden Arbeitszug auf. Dabei wurden zwei Fahrgäste leicht verletzt.

### Sanierung und Modernisierung

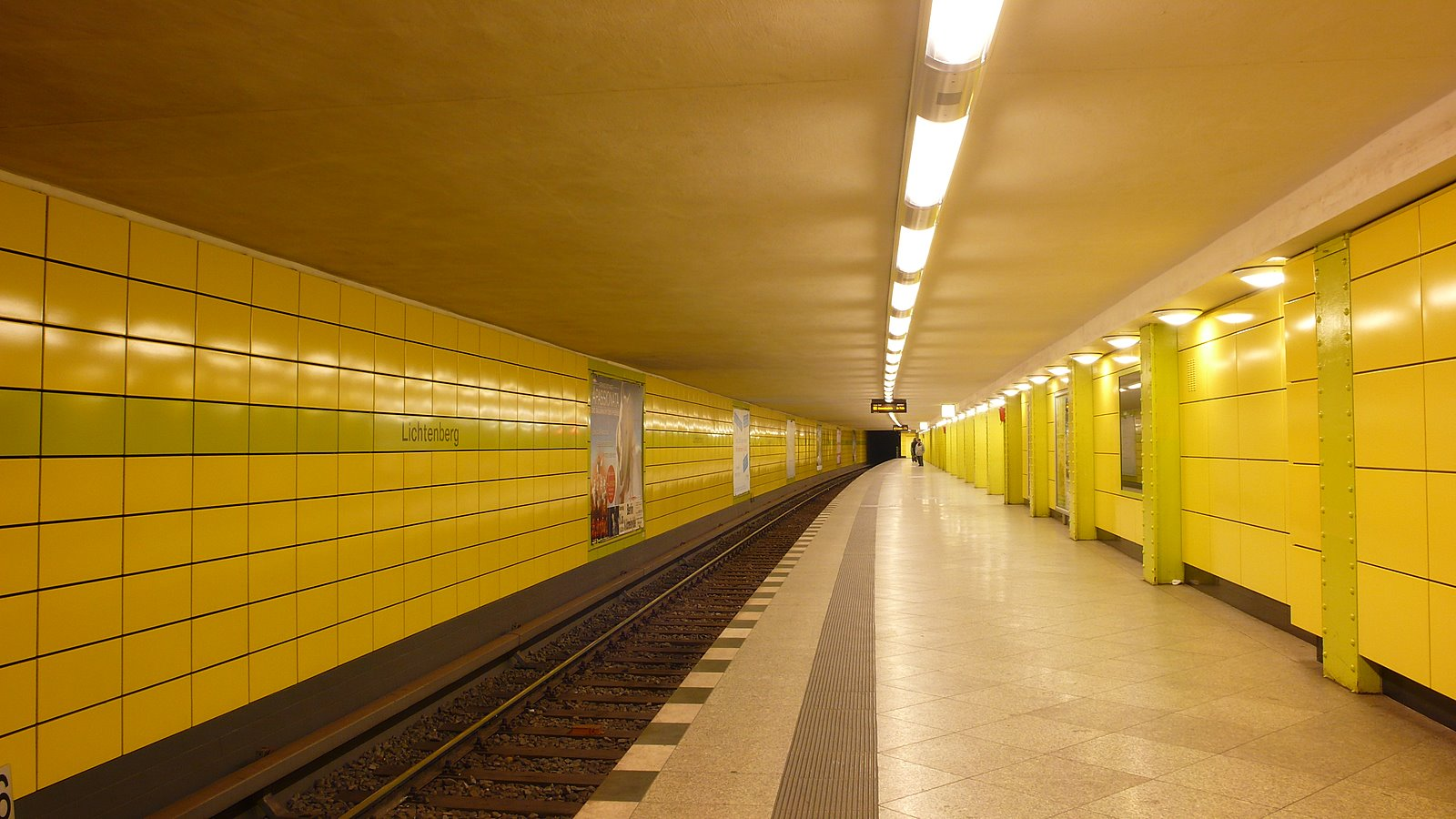
U-Bahnhof nach der Sanierung – nun in den Farben Sonnengelb und Limettengrün

Erst Ende der 1990er Jahre, nach der deutschen Wiedervereinigung, wurde entschieden, dass der lange vernachlässigte Teil der inzwischen in ‚Linie U5‘ umbenannten Strecke zwischen Alexanderplatz und Friedrichsfelde saniert wird. Diese Arbeiten erfolgten im Abschnitt Frankfurter Allee – Tierpark von Juni bis September 2004 und ermöglichen auf der Strecke eine Höchstgeschwindigkeit von rund 70 km/h. Das komplette Gleisbett wurde ausgetauscht – teilweise lagen noch Gleise aus den 1930er Jahren – und die Bahnhöfe selbst erhielten eine Komplettsanierung. Dabei wurden die Fliesen durch vandalismusresistente Emailleplatten ersetzt, die das Farbschema Grenanders berücksichtigen. Die neuen Wandplatten sind in den Farbtönen Sonnengelb und Limettengrün gehalten. Darüber hinaus wurde der U-Bahnhof um 30 m nach Osten verschoben. Zusätzlich erhielt die Station Deckenöffnungen zum weiter oben liegenden Zwischengeschoss. Einen Aufzug hatte der U-Bahnhof zunächst nicht erhalten; dieser wurde erst Mitte 2013 in Betrieb genommen und verbindet den U-Bahnsteig mit der Verteilerhalle und der Vorhalle Richtung Buchberger Straße.

## Verkehrsanbindung

### Fernverkehr
Seine einstmals bedeutende Rolle im Fernverkehr hat der Bahnhof Lichtenberg nach und nach verloren, vor allem nach der Reaktivierung der Stadtbahn im Jahr 1998. Zum Fahrplanwechsel Mai 2006 mit Inbetriebnahme des Berliner Hauptbahnhofs gingen weitere Verbindungen verloren. Nach der Einstellung des CNL Berlin–München war das Angebot auf die einmal wöchentlich verkehrende Verbindung Paris – Berlin – Moskau beschränkt.
Vom 14. Dezember 2016 bis zur Insolvenz am 17. Mai 2017 war der Bahnhof Start- bzw. Endpunkt des privaten Fernzuges Locomore, der täglich zwischen Berlin und Stuttgart pendelte. Ab dem 24. August 2017 wurde dieser Zug von LEO Express in Kooperation mit Flixbus weiterbetrieben und verkehrte täglich von Donnerstag bis Montag, seit April 2018 unter dem Markenauftritt von Flixtrain und ab dem 21. Juni 2018 bis zu zweimal täglich. Seit dem 15. Dezember 2019 beginnen und enden die Züge allerdings nicht mehr in Lichtenberg, sondern stattdessen am Berliner Hauptbahnhof, da sie von dort über die Dresdener Bahn verkehren.

### Regionalverkehr
Seit den 2010er Jahren verkehren ab Lichtenberg die Regionalbahnen der Niederbarnimer Eisenbahn nach Küstrin/Kostrzyn, Templin und Werneuchen sowie der DB Regio Nordost nach Senftenberg und Eberswalde. Alle Verbindungen verkehren im Stundentakt. Im Sommerhalbjahr (April–November) verkehrt zusätzlich ein einzelnes Zugpaar nach Rheinsberg. Seit Frühjahr 2016 gibt es in Zusammenarbeit mit dem polnischen Unternehmen Przewozy Regionalne je Richtung einen Zug von Berlin bis Gorzów Wlkp./Landsberg (Warthe) und Krzyż Wlkp./Kreuz (Ostbahn), sowie nach Zielona Góra/Grünberg in Schlesien (Linien RB 26 und RB 91).
Samstags und sonntags verkehrt jeweils ein Zugpaar des sogenannten „Kulturzugs“ der DB Regio Nordost / Koleje Dolnośląskie als Direktverbindung zwischen den Bahnhöfen Lichtenberg und Wrocław Gł.
| Linie                    | Linienverlauf | Takt (min) | EVU                                    |
| ------------------------ | --- | --- | -------------------------------------- |
| IRE                      | Kulturzug Berlin-Lichtenberg – Berlin Ostkreuz (hält nur zum Einstieg) – Cottbus – Forst – Żary – Żagań – Legnica – Wrocław | ein Zugpaar | DB Regio Nordost / Koleje Dolnośląskie |
| RB 12                    | Berlin Ostkreuz – Berlin-Lichtenberg – Berlin-Hohenschönhausen – Oranienburg – Sachsenhausen – Nassenheide – Grüneberg – Löwenberg – Zehdenick – Vogelsang – Hammelspring – Templin – Templin Stadt                                  | 60 | NEB                                    |
| RB 24                    | Schönefeld (bei Berlin) – Berlin-Schöneweide – Berlin Ostkreuz – Berlin-Lichtenberg – Berlin-Hohenschönhausen – Bernau (b Berlin) – Rüdnitz – Biesenthal – Melchow – Eberswalde Hbf                                                  | 60 | DB Regio Nordost                       |
| RB 25                    | Berlin Ostkreuz – Berlin-Lichtenberg – Ahrensfelde – Ahrensfelde Friedhof – Ahrensfelde Nord – Blumberg-Rehhahn – Blumberg – Seefeld – Werneuchen                                                                                    | 30 60 (Sa–So) | NEB                                    |
| RB 26                    | (Berlin Ostkreuz –) Berlin-Lichtenberg – Berlin-Mahlsdorf – Strausberg – Strausberg – Herrensee – Rehfelde – Müncheberg – Obersdorf – Trebnitz – Alt Rosenthal – Seelow-Gusow – Werbig – Golzow – Gorgast – Küstrin-Kietz – Kostrzyn | 30 (Lichtenberg–Müncheberg) 60 (Ostkreuz–Lichtenberg / Müncheberg–Kostrzyn) (Sa–So Lichtenberg–Kostrzyn) (Ostkreuz–Lichtenberg nur Mo–Fr) | NEB                                    |
| RB 32                    | Schönefeld (bei Berlin) – Berlin-Schöneweide – Berlin Ostkreuz – Berlin-Lichtenberg – Berlin-Hohenschönhausen – Oranienburg | 60 | DB Regio Nordost                       |
| RB 54                    | Berlin Ostkreuz – Berlin-Lichtenberg – Berlin Gesundbrunnen – Oranienburg – Löwenberg – Herzberg – Lindow – Rheinsberg | Sa–So je ein Zugpaar | NEB                                    |
| RB 91                    | Berlin-Lichtenberg – Frankfurt – Rzepin – Zielona Góra | ein Zugpaar | Przewozy Regionalne                    |
| Stand: 15. Dezember 2024 | | |                                        |

Wenn auf Bahnstrecken innerhalb des Berliner Außenrings Bauarbeiten mit partiellen Streckensperrungen stattfinden, werden gelegentlich Züge anderer Linien des Regionalverkehrs mit Ersatzhalt im Bahnhof Lichtenberg umgeleitet.

### Nahverkehr
Der Bahnhof Lichtenberg hat Anschlüsse zu den S-Bahn-Linien S5, S7 und S75 sowie zur U-Bahn-Linie U5. Außerdem verkehren hier auch Linienbusse und Straßenbahnen der Berliner Verkehrsbetriebe (BVG), nördlich des Bahnhofs die Straßenbahnlinien 21 und 37 sowie die Buslinie 256, südlich die Buslinien 108, 240 und 296. Die Nachtlinien N5, N50 und N94 halten auf der Lichtenberger Brücke.
| Linie | Linienverlauf |
| ----- | --- |
|       | Westkreuz – Charlottenburg – Savignyplatz – Zoologischer Garten – Tiergarten – Bellevue – Hauptbahnhof – Friedrichstraße – Hackescher Markt – Alexanderplatz – Jannowitzbrücke – Ostbahnhof – Warschauer Straße – Ostkreuz – Nöldnerplatz – Lichtenberg – Friedrichsfelde Ost – Biesdorf – Wuhletal – Kaulsdorf – Mahlsdorf – Birkenstein – Hoppegarten – Neuenhagen – Fredersdorf – Petershagen Nord – Strausberg – Hegermühle – Strausberg Stadt – Strausberg Nord  |
|       | Potsdam Hauptbahnhof – Babelsberg – Griebnitzsee – Wannsee – Nikolassee – Grunewald – Westkreuz – Charlottenburg – Savignyplatz – Zoologischer Garten – Tiergarten – Bellevue – Hauptbahnhof – Friedrichstraße – Hackescher Markt – Alexanderplatz – Jannowitzbrücke – Ostbahnhof – Warschauer Straße – Ostkreuz – Nöldnerplatz – Lichtenberg – Friedrichsfelde Ost – Springpfuhl – Poelchaustraße – Marzahn – Raoul-Wallenberg-Straße – Mehrower Allee – Ahrensfelde |
|       | (Ostbahnhof –) Warschauer Straße – Ostkreuz – Nöldnerplatz – Lichtenberg – Friedrichsfelde Ost – Springpfuhl – Gehrenseestraße – Hohenschönhausen – Wartenberg |
|       | Hauptbahnhof – Bundestag – Brandenburger Tor – Unter den Linden – Museumsinsel – Rotes Rathaus – Alexanderplatz – Schillingstraße – Strausberger Platz – Weberwiese – Frankfurter Tor – Samariterstraße – Frankfurter Allee – Magdalenenstraße – Lichtenberg – Friedrichsfelde – Tierpark – Biesdorf-Süd – Elsterwerdaer Platz – Wuhletal – Kaulsdorf-Nord – Kienberg (Gärten der Welt) – Cottbusser Platz – Hellersdorf – Louis-Lewin-Straße – Hönow                 |
|       | S+U Lichtenberg/Gudrunstraße – Roederplatz – U Frankfurter Tor – S Rummelsburg – Treskowallee/Ehrlichstraße – Wilhelminenhofstraße/Edisonstraße – S Schöneweide |
|       | S+U Lichtenberg/Gudrunstraße – Allee der Kosmonauten/Rhinstraße – S Friedrichsfelde Ost – S Karlshorst – Wilhelminenhofstraße/Edisonstraße – S Schöneweide |